# خيرمان سييرا سانشيز
خيرمان سييرا سانشيز (بالإسبانية: Germán Sierra Sánchez)‏ هو سياسي مكسيكي، ولد في 27 سبتمبر 1956 في مدينة بويبلا في المكسيك. حزبياً، نشط في الحزب الثوري المؤسساتي. وقد انتخب عضو مجلس الشيوخ من المكسيك وانتخب عضو مجلس النواب المكسيك.